# 모로하시 근대 미술관
모로하시 근대 미술관(諸橋近代美術館 모로하시킨다이비주쓰칸[*])은 일본 후쿠시마현 야마군 기타시오바라촌에 있는 미술관이다.